# Бледноголовая розелла
Бледноголовая розелла (лат. Platycercus adscitus) — птица отряда попугаеобразных.

## Внешний вид
Длина тела 30—33 см, хвоста 14—17 см. Верхняя часть спины имеет чёрное оперение с жёлтой каймой. Окраска головы светло-жёлтого цвета, щёки белые. Нижняя часть спины, большая часть крыльев и надхвостье синие или зеленовато-синие, подхвостье красное. Живот имеет бледно-жёлтую окраску с голубоватым или красноватым оттенком. Средние рулевые перья зеленовато-синие, крайние голубого цвета с белыми концами. Самцы и самки имеют одинаковую окраску, но у самца голова крупнее, а клюв толще.

## Распространение
Обитает на северо-востоке Австралии (Квинсленд и Новый Южный Уэльс).

## Образ жизни
Населяют саванны. Питаются семенами различных растений. Иногда залетают на поля подсолнечника и кукурузы, овощные плантации. Любят также питаться мелкими насекомыми.

## Размножение
Гнёздами служат стволы деревьев, пустоты толстых ветвей и другие укрытия. Самка откладывает 3—6, иногда 8 белых яиц с интервалом в 1—2 дня. Насиживание длится 22—24 дня. Через 33—40 дней оперённые птенцы вылетают из гнезда.

## Содержание
Это один из наиболее известных видов, который легко содержать в неволе.

## Классификация
Вид включает в себя 2 подвида:
- Platycercus adscitus adscitus (Latham, 1790) — номинативный подвид населяет полуостров Йорк. Отличается меньшими размерами и несколько иной окраской оперения.
- Platycercus adscitus palliceps Lear, 1832

Иногда в подвиды включают пёструю розеллу.